# Michael Pilgrim
Michael Pilgrim (né en 1947) est un homme politique saint-lucien. Il est Premier ministre par intérim de Sainte-Lucie de janvier à mai 1982.